# Andreas Maislinger
Andreas Maislinger (Sankt Georgen bei Salzburg, 26 de fevereiro de 1955) é um cientista político, historiador austríaco e fundador do Serviço Austríaco em Memória do Holocausto (em alemão: Österreichischer Gedenkdienst).

## Vida

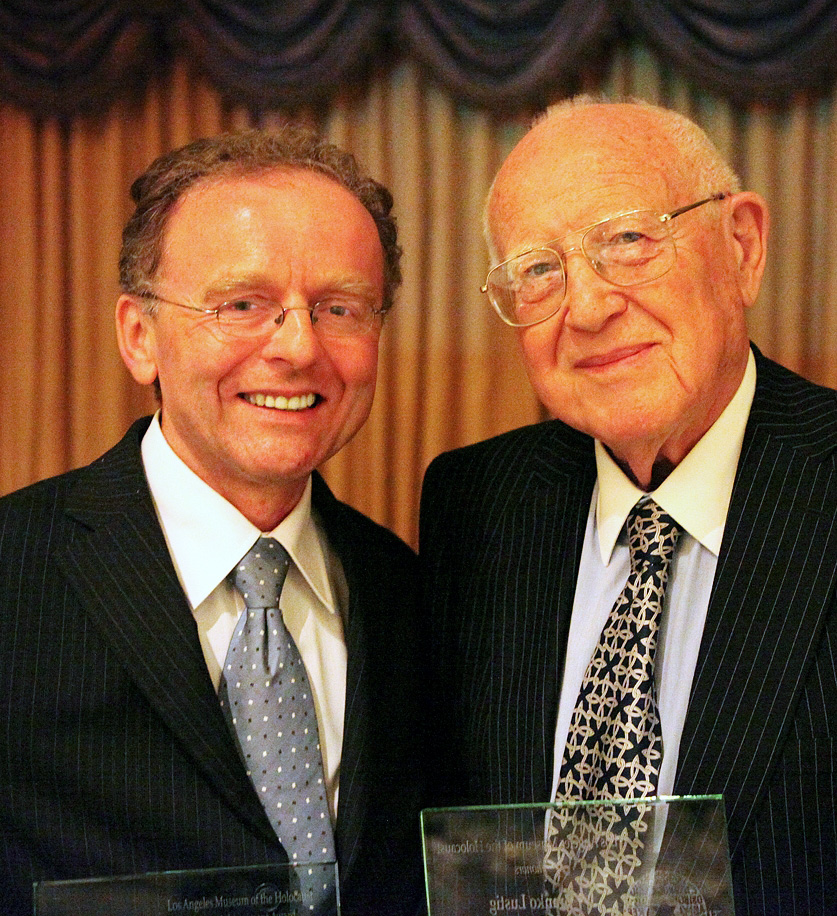
Andreas Maislinger e Branko Lustig em Los Angeles (EUA) em 2009

Andreas Maislinger cresceu em St. Georgen, perto de Salzburgo, e frequentou a escola de Ostermiething e a escola secundária em Salzburgo. Estudou ciências políticas e Direito na Universidade de Salzburgo e Ciências Políticas e História, em Viena. Frequentou também, para fins de estudo, Frankfurt am Main, Berlim e Innsbruck.
Como estudante, já tinha tentado iniciar uma participação dos jovens austríacos nos lugares comemorativos de Auschwitz. Esta ideia tinha surgido durante os seus anos na secção polonesa do Serviço de Ação pela Reconciliação pela Paz (em alemão: Aktion Sühnezeichen/Friedensdienste). Esta iniciativa foi recusada pelo então presidente Rudolf Kirchschläger com as palavras “um austríaco não tem nada que ver com Auschwitz” (em alemão: ein Österreicher hat in Auschwitz nichts verloren).
Andreas Maislinger passou o verão 1978 no kibutz de Kfar HaHoresh perto de Nazaré. Em 1980 fez o doutoramento por um trabalho sobre a política de defesa da Áustria. Trabalhou também como voluntário da associação "Aktion Sühnezeichen Friedensdienste" e no museu do campo de concentração de Auschwitz. Mais tarde prestou serviço civil na associação “Reconciliação Internacional" (em alemão: Interantionaler Versöhnunsbund).
Entre 1982 e 1991 trabalhou nos Institutos de Ciências Politicas das Universidades de Innsbruck, New Orleans, Humboldt de Berlim, Linz e na Universidade de Jerusalém. Em 1986 Andreas Maislinger e outros colegas fundaram a "Associação Austriáca-Isrealita de Tirol" (em alemão: Österreichisch-srealische Gesellschaft). Em parceria com o Bispo Kurt Scharf empenhou-se em libertar os prisioneiros políticos na RDA. Em 1984 organizou uma excursão ao museu de Auschwitz-Birkenau, pela primeira vez, mantendo-se esta possibilidade até hoje. Por esta altura apareceu no programa "Club 2", um programa de discussões politicas no ORF.
Desde 1992 que Andreas Maislinger é o diretor científico de "os Dias da historia de Braunau" (Braunauer Zeitgeschichte-Tage), um congresso que se dedica à História dos anos Nazis.
Pelo seu trabalho e empenho Andreas Maislinger recebeu varias distinções pela República da Áustria, da província de Salzburgo e a da Alta Áustria, da comunidade isrealita de Tirol e Vorarlberg, dentre outros.

## Fundação do Serviço Austríaco em Memória do Holocausto
Andreas Maislinger dedicou-se muitos anos à fundação do Serviço Austríaco em Memória do Holocausto, que se ocupa com a exposição e divulgação de informação sobre o Holocausto. Graças ao seu empenho foi-lhe proporcionada a possibilidade de prestar Serviço em Memória do Holocausto ao invés de Serviço Militar.
Em 1992, um primeiro jovem austríaco presta serviço ao museu de Auschwitz-Birkenau. O sucesso surge desde a implementação desta forma de serviço civil, motivo pelo qual muitas mais organizações e associações acolheram jovens austríacos com o intuito de realizar Serviço em Memória do Holocausto.
Graças a desavenças com outros sócios da associação, Andreas Maislinger e Andreas Hörtnagel fundaram o "Verein für Dienste im Ausland", que foi rebatizado Associação de Serviços Alternativos no Estrangeiro (em alemão: Österreichischer Auslandsdienst) em 2005. Além disso a associação começou a proporcionar a realização de serviço civil em projetos de paz e projetos sociais.

## Outros projetos
Em 2000 Maislinger sugeriu a instalação de uma Casa da Responsabilidade (Haus der Verantwortung), na casa onde nasceu Adolf Hitler, situada em Braunau am Inn. Dentro dos inúmeros projectos realizados, este dirige o Georg-Rendl-Symposion (pintor e escritor austríaco) e o Ignaz-Glaser-Symposion.

## Publicações
- Costa Rica. Politik, Gesellschaft und Kultur eines Staates mit ständiger aktiver und unbewaffneter Neutralität. ("Costa Rica. Política, sociedade e cultura dum estado com neutralidade permanente e sem armas") Inn-Verlag, Innsbruck 1986
- Der Putsch von Lamprechtshausen. Zeugen des Juli 1934 berichten.[5] Eigenverlag, Innsbruck 1992 ("O golpe de Lamprechtshausen. Testemunhas do julho 1934 contam")
- Handbuch zur neueren Geschichte Tirols. Band 2 Zeitgeschichte. ("Livro da história moderna de Tirol. Parte 2 história contemporânea"; junto com Anton Pelinka) Universitätsverlag Wagner, Innsbruck 1993